# 双槐树乡
双槐树乡，是中华人民共和国河南省三門峽市卢氏县下辖的一个乡镇级行政单位。

## 行政区划
双槐树乡下辖以下地区：
双槐树村、庆家沟村、石门村、西河村、东桃花村、中桃花村、西桃花村、香山村、寺合院村、东川村、西川村和北川村。